# Dąbrowice Kujawskie
Dąbrowice Kujawskie – wąskotorowy przystanek osobowy w mieście Dąbrowice, w powiecie kutnowskim, w województwie łódzkim, w Polsce. Został wybudowany w 1916 roku przez okupacyjne wojska niemieckie razem z linią kolejową z Boniewa do Krośniewic.